# Bhumi
Bhūmi (skt. bhūmi, tyb. byang chub sems dpa'i sa, poziomy oświeconej istoty) – w tradycji mahajany oznacza dziesięć poziomów Bodhisattwy na ścieżce przebudzenia.
Sanskrycki termin bhūmi oznacza dosłownie "podstawę". Każdy poziom oznacza etap urzeczywistnienia i służy jako podstawa dla następnego poziomu. Każdy poziom oznacza określony postęp w treningu i towarzyszy mu konsekwentny wzrost mocy i mądrości.
Sutra Avatamsaka wyróżnia następujących dziesięć poziomów bhumi:
1. Pierwsze bhūmi, Pełne Radości. (skt. Paramudita), w którym raduje się częściowym urzeczywistnieniem aspektu prawdy.
2. Drugie bhūmi, Nieskazitelne. (skt. Vimala), w którym jest się wolnym od wszelkich skalań.
3. Trzecie bhūmi, Świetliste. (skt. Prabhakari), w którym promieniuje się światłem mądrości.
4. Czwarte bhūmi, Promienne. (skt. Archishmati), w którym promieniujący płomień mądrości wypala ziemskie pożądania.
5. Piąte bhūmi, Trudne do Rozwinięcia. (skt. Sudurjaya), w którym dzięki Drodze Środka pokonuje się iluzję ciemności, niewiedzę.
6. Szóste bhūmi, Manifestujące się. (skt. Abhimukhi), w którym najwyższa mądrość zaczyna się manifestować.
7. Siódme bhūmi, Zachodzące Daleko. (skt. Duramgama), w którym wznosi się ponad poziomy Dwóch Pojazdów (śravakajany i pratjekabuddajany).
8. Ósme bhūmi, Nieporuszone. (skt. Achala), w którym przebywa się pewnie w prawdzie Środkowej Ścieżki i nie jest się zakłóconym przez cokolwiek.
9. Dziewiąte bhūmi, Dobrej Inteligencji. (skt. Sadhumati), w którym swobodnie i bez ograniczeń głosi się Dharmę.
10. Dziesiąte bhūmi, Chmura Dharmy. (skt. Dharmamegha), w którym poprzez Dharmę przynosi się pożytek wszystkim istotom – tak, jak chmura, która bezstronnie skrapla deszczem wszystkie rzeczy.